# Skirbeck
Skirbeck är en stadsdel i Boston, i distriktet Boston, i grevskapet Lincolnshire, i England. Ward hade 8 272 invånare år 2021. Skirbeck var en civil parish fram till 1932 när blev den en del av Boston och Fishtoft. Civil parish hade 4 518 invånare år 1931.